# قتل مهدی امین
قتل مهدی امین اشاره دارد به قتل محمد مهدی امین صادقی، فعال سیاسی مخالف نظام جمهوری اسلامی ایران که به تاریخ ۱۹ اکتبر ۲۰۲۰ (۲۸ مهر ماه ۱۳۹۹) در منزل شخصی‌اش در مارکام، انتاریو در کانادا به ضرب چاقو به قتل رسید. به گزارش پلیس کانادا، پیکرِ بیجانش در عصر چهارشنبه، ۲۱ اکتبر ۲۰۲۰ پیدا گشته‌است، مهدی امین در زمان مرگ ۵۸ سال داشت. وی پیشتر سابقه عضویت در هیئت رئیسه کنگره ایرانیان کانادا (یک سازمان غیرانتفاعی با هدف بهبود امور مهاجرین ایرانی در کانادا) را نیز داشته‌است.
مهدی امین که ۲۰ سال آخر زندگی خود را خارج از ایران گذرانده بود به فعالیت علیه حکومت جمهوری اسلامی نیز مشغول بوده‌است، چنان‌که در سازماندهی اعتراضاتی علیه حکومت ایران و در دفاع از کشته شدن قاسم سلیمانی در تورنتو هم نقش و حضور داشته و خواستار سرنگونی این نظام بوده‌است.

## جزئیات
وی حدود دو ماه بود که به تنهایی در خانه خود واقع در محله فینی لین در محدوده خیابان بی ویو و بزرگراه اچ وای دابلیو وای سون زندگی می‌کرد، ماجرا از جایی شروع شد که مهدی امین از دوشنبه در محل کارش حاضر نمی‌شود، متعاقب این مسئله، گزارش غیبت وی از محل کارش به دست پلیس منطقه یورک رسید و آنها با حضور در محل با پیکر بیجان او مواجه شدند که با ضربات چاقو به قتل رسیده‌است. نزدیکان امین بابت فعالیت‌های سیاسی او علیه حاکمیت جمهوری اسلامی در ایران، این قتل را تروری از سوی جمهوری اسلامی می‌دانند. سخنگوی پلیس یورک در روزهای اولیه بازشدن پرونده در این خصوص گفت که پلیس در حال تحقیقات روی مسئله و بازپرسی شاهدان احتمالیست، پلیس همچنین گزارش کرد که در تعقیب یک خودروی هوندای مشکوک است که در زمان وقوع قتل در آن حوالی بوده، خودرویی که متعلق به خود مهدی امین بوده و نهایتاً در ۳۰ اکتبر در تورنتو یافت می‌شود.

### ظن سیاسی بودن قتل
به دلیل سابقهٔ حکومت جمهوری اسلامی در ایران و پرونده‌های تروریسم دولتی شامل تهدید و ارعاب و ربایش مخالفان خود در خارج از ایران، در این پرونده، حسب سابقه مقتول در فعالیت علیه نظام ج.ا. در ایران، ظن دخالت‌های حکومت مطرح گردید. پیشتر مسعود مولوی از مخالفان جمهوری اسلامی در ترکیه به ضرب گلوله به قتل رسید و این احتمال عنوان گردید که حکومت جمهوری اسلامی در این قتل نقش داشته‌است.
حامد اسماعیلیون، نویسنده و دیگر چهره فعال مخالف حاکمیت جمهوری اسلامی در ایران و سخنگوی انجمن خانواده قربانیان پرواز شماره ۷۵۲ هواپیمایی بین‌المللی اوکراین، که او نیز ساکن تورنتوست، پس از خبر قتل مهدی امین گزارش کرد که او نیز به مرگ تهدید شده‌است، وی در این خصوص گزارش می‌کند که در ماه‌های گذشته که مشغول پیگیری امورات قربانیان ساقط شدن هواپیمای اکراینی بوده بارها شاهد «پیغام‌های نفرت‌انگیز، اتومبیل‌های مشکوک، تماس‌های عجیب و تهدیدات به مرگ» بوده‌است. او گفت که مراتب را با پلیس تورنتو و فدرال درمیان گذاشته و تحقیقات جامعی در این خصوص در دستورکار قرار گرفته.
«اگر رد پای یک حکومت خارجی در قتل مهدی امین از فعالان سیاسی مقیم تورنتو پیدا شود به نظر می‌رسد فرنگی‌کاران جمهوری اسلامی دوباره به مأموریت می‌روند.»— حامد اسماعیلیون

### دستگیری متهم
نهایتاً پلیس یک زن را به نام شارمین آن گیسالتا در ارتباط با این قتل بازداشت کرد.
پلیس اعلام کرد که قتل سیاسی نبوده‌است. فرد مظنون ۲۷ ساله است و به قتل درجه ۲ متهم شده‌است.

## ارجاعات
1. ↑  «فارسی». Iranian Canadian Congress. دریافت‌شده در ۲۰۲۰-۱۱-۰۳.
2. ↑  «مهدی امین از اعضای سرشناس کامیونیتی ایرانی ـ کانادایی به قتل رسید -». هفته نامه خبری سلام تورنتو - Salam Toronto Weekly Newspaper (به انگلیسی). ۲۰۲۰-۱۰-۲۳. دریافت‌شده در ۲۰۲۰-۱۱-۰۳.
3. ↑  «پس از قتل یک فعال سیاسی در تورنتو، حامد اسماعیلیون هم از «تهدید به مرگ» خبر داد». رادیو فردا. دریافت‌شده در ۲۰۲۰-۱۱-۰۳.
4. ↑  «مهدی امین از اعضای سرشناس کامیونیتی ایرانی ـ کانادایی به قتل رسید -». هفته نامه خبری سلام تورنتو - Salam Toronto Weekly Newspaper (به انگلیسی). ۲۰۲۰-۱۰-۲۳. دریافت‌شده در ۲۰۲۰-۱۱-۰۳.
5. ↑  «بازداشت یک زن در ارتباط با قتل مهدی امین در کانادا». رادیو فردا. دریافت‌شده در ۲۰۲۰-۱۱-۰۶.
6. ↑  «پس از قتل یک فعال سیاسی در تورنتو، حامد اسماعیلیون هم از «تهدید به مرگ» خبر داد». رادیو فردا. دریافت‌شده در ۲۰۲۰-۱۱-۰۳.
7. ↑  «مهدی امین از اعضای سرشناس کامیونیتی ایرانی ـ کانادایی به قتل رسید -». هفته نامه خبری سلام تورنتو - Salam Toronto Weekly Newspaper (به انگلیسی). ۲۰۲۰-۱۰-۲۳. دریافت‌شده در ۲۰۲۰-۱۱-۰۳.
8. ↑  «پس از قتل یک فعال سیاسی در تورنتو، حامد اسماعیلیون هم از «تهدید به مرگ» خبر داد». رادیو فردا. دریافت‌شده در ۲۰۲۰-۱۱-۰۳.
9. ↑  "Activist Who Protested Iranian Regime Found Dead In Ontario Home". HuffPost Canada (به انگلیسی). 2020-10-23. Retrieved 2020-11-03.
10. ↑  «پس از قتل یک فعال سیاسی در تورنتو، حامد اسماعیلیون هم از «تهدید به مرگ» خبر داد». رادیو فردا. رادیو فردا. دریافت‌شده در ۲۰۲۰-۱۱-۰۳.
11. ↑  «بازداشت یک زن در ارتباط با قتل مهدی امین در کانادا». رادیو فردا. دریافت‌شده در ۲۰۲۰-۱۱-۰۶.
12. ↑  https://globalnews.ca/news/7444110/markham-feeney-lane-man-dead-woman-charged/